# Chubut (rzeka)
Chubut (hiszp. Río Chubut, walijski Afon Camwy) – rzeka w Argentynie, w Patagonii o długości 820 km oraz powierzchni dorzecza 138 000 km². Źródła rzeki znajdują się w Andach, a uchodzi ona do Oceanu Atlantyckiego.
Rzeka Chubut, która jest rozprowadzana w dolnym biegu poprzez sieć kanałów, wykorzystywana jest do uzupełniania zasobów wody w glebie poprzez irygację.
Główne dopływy rzeki:
- Leleque,
- Tecka,
- Cańadon de las Buitreras,
- Chico.

Nazwa rzeki pochodzi od słowa chupat, które w języku Tehuelche oznacza „przezroczysty”. Od rzeki wzięła nazwę argentyńska prowincja Chubut. Stolica tej prowincji, Rawson, położona jest przy ujściu Chubut do Atlantyku.
W XIX wieku nad rzeką Chubut osiedlili się Walijczycy tworząc walijską kolonię Gwladfa Gymraeg. Stąd też wiele nazw miejscowości pochodzi z języka walijskiego, np. Trelew.